# دیوید برنر
دیوید برنر (انگلیسی: David Brenner؛ ۴ فوریهٔ ۱۹۳۶ – ۱۵ مارس ۲۰۱۴) یک هنرپیشه، و طنز نویس اهل ایالات متحده آمریکا بود.